# Cortusa sibirica
Cortusa sibirica là một loài thực vật có hoa trong họ Anh thảo. Loài này được Andrz. mô tả khoa học đầu tiên.